# Wad Madani
Wad Madani (en árabe: ودمدني‎ Wad Madanī) es la capital del estado de Gezira, en la región centro-este de Sudán. Wad Madani se encuentra en la orilla occidental del río Nilo Azul, a unos 140 km al sureste de Jartum.
La ciudad está conectada por tren con Jartún y es el centro de una región algodonera. Asimismo, es el centro del comercio local de trigo, maní, cebada y ganado.

## Historia
A inicios del siglo XVIII, Wad Madani era un pequeño puesto avanzado turco-egipcio y creció rápidamente después de que el proyecto Gezira de irrigación de 1925 estimulara el desarrollo económico local. Wad Madani es un centro comercial del distrito agrícola de Gezira y es predominantemente residencial. Sus actividades comerciales son muy activas en los zocos.
Las playas de Wad Madani están ubicadas en la orilla oriental del río Nilo Azul, que fluye desde Etiopía. La infraestructura de la ciudad es más moderna que en otros lugares de Sudán, con excepción del área de Jartum.
La Universidad de Gezira también está localizada en el área.